# Carsten & Gittes filmballade
Carsten & Gittes filmballade er en dansk børnefilm fra 2008, hvor rammehistorien om dukkerne Carsten & Gitte er instrueret af Anders Morgenthaler efter manuskript af ham selv og John Kenn Mortensen. Filmen er derudover bestående af seks kortfilm skrevet og instrueret af Karla von Bengtson, Sabine Ravn, Rikke Hallund, Esben Toft Jacobsen, Mette Skov samt Anders Morgenthaler.

## Handling
De to dukker Carsten og Gitte er centrale hovedpersoner i denne småbørnsfilm, der består af i alt seks animationsfilm, som blandt andet handler om Prinsesse Rita af Karla von Bengtson, der propper ærter i ørerne, næsen og navlen, - om Fjumrefanten af Sabine Ravn, der bliver mobbet og stikker af hjemmefra, men som alligevel finder en bedste ven, - om Ottos sut af Rikke Hallund, der kommer ud på en lang udflugt og møder cyklende tissemyrer, - om nullermændene Kiwi og Strit af Esben Toft Jacobsen, der låner en rød cykel uden at have fået lov, - om Lillefinger af Mette Skov, der rejser ud i verden for at finde nogen, der ikke synes, at han er for lille til alting og Morgenthalers egen dyrefabel om de tre dovne bævere, Harry, Henning og Bjarne, der skal bygge dæmning over en flod.